# Il canto del fiore rosso (romanzo)
Il canto del fiore rosso (Laulu tulipunaisesta kukasta) è il primo ed unico romanzo dello scrittore finlandese Johannes Linnankoski. Pubblicato nel 1905, è stato tradotto in diverse lingue, per la prima volta in italiano nel 1928.
Sulla base di quella storia, sono state fatte diverse riprese, la prima versione risale al 1919.